# Peperboleet
De peperboleet (Chalciporus piperatus) is een eetbare paddenstoel uit de familie Boletaceae. 

## Kenmerken
De peperboleet is gemakkelijk te herkennen aan zijn kleine, onregelmatige hoedjes met gewelfde rand en zijn vrij grove, geelbruine tot steenrode hoekige poriën. Op doorsnede is het vlees in de hoed roze-achtig en in de steel helder geel. Het verkleurt niet. Het vlees smaakt sterk peperig.

## Habitat
Chalciporus-soorten parasiteren op andere myccorhiza, in het geval van de peperboleet op de vliegenzwam. De peperboleet wordt daarom altijd in de nabijheid van vliegenzwammen aangetroffen.

## Toepassingen
Deze paddenstoel (vruchtlichaam) wordt vanwege zijn peperige smaak gebruikt om gerechten op smaak te brengen.